# Fedora Legacy
Fedora Legacy fue un proyecto de software de código abierto, derivado del Proyecto Fedora, sucesor de Red Hat Linux, apoyado por la comunidad, para distribuir gratuitamente parches para errores de software y resolver vulnerabilidades críticas para los usuarios de versiones antiguas de las distribuciones Linux Red Hat Linux y Fedora Core, después de que Red Hat dejara de dar soporte.

## Cese del proyecto
Jesse Keating y David Eisenstein, dos de los mantenedores del software Fedora Legacy, anunciaron la interrupción del proyecto el 31 de diciembre de 2006.
Fedora Legacy citó posteriormente las siguientes razones para descontinuar el proyecto: 

No hay suficientes personas que contribuyan, prueben y parches; falta de fondos; interés decreciente en el proyecto y nuevas discusiones sobre la extensión del ciclo de vida de Fedora Core
Fedora Legacy.

Justo antes de la descontinuación, Fedora Legacy estaba proporcionando actualizaciones para las versiones 7.3 y 9 de Red Hat Linux, y Fedora Core 3 y Fedora Core 4. 
Cesó el soporte para Fedora Core 1 y Fedora Core 2 cuando Red Hat publicó Fedora Core 6 Test 2. A principios de 2006, Fedora Legacy anunció su intención de proporcionar actualizaciones para Red Hat 7.3 y 9 a finales de año, y después 
año, y después centrarse en Fedora Core 3 y Fedora Core 4.
La herramienta de actualización de paquetes utilizaba Yum, que se introdujo con Fedora Core 3 y Fedora Core 4, en lugar del tradicional up2date, por lo que si deseaba actualizar automáticamente Red Hat Linux, debía instalar y configurar el paquete yum.

## Soporte
| Distribución      | Descripción |
| ----------------- | --- |
| Red Hat Linux 7.2 | Debido al escaso número de usuarios, el paquete se interrumpió en julio de 2004. Antes de su puesta en marcha, se esperaron las peticiones de quienes querían utilizarlo y se mantuvieron algunas discusiones. |
| Red Hat Linux 7.3 | Los paquetes de actualización comenzaron en febrero de 2004, cuando finalizó el soporte por parte de Red Hat, Inc., y finalizaron el 31 de diciembre de 2006.                                                  |
| Red Hat Linux 8.0 | Debido al escaso número de usuarios, el suministro de paquetes de actualización finalizó en julio de 2004. |
| Red Hat Linux 9   | Comenzó a proporcionar paquetes de actualización en mayo de 2004, cuando finalizó el soporte por parte de Red Hat; finalizó el 31 de diciembre de 2006.                                                        |
| Fedora Core 1     | El soporte fue transferido al Fedora Legacy Project con el lanzamiento de Fedora Core 3, que finalizó el 8 de agosto de 2006.                                                                                  |
| Fedora Core 2     | El soporte fue transferido al Fedora Legacy Project con el lanzamiento de Fedora Core 4, que finalizó el 8 de agosto de 2006.                                                                                  |
| Fedora Core 3     | El soporte fue transferido al Fedora Legacy Project antes del lanzamiento de Fedora Core 5. |
| Fedora Core 4     | El soporte fue transferido al Fedora Legacy Project antes del lanzamiento de Fedora Core 6. |